# Fenichelia biroi
Fenichelia biroi är en kvalsterart som beskrevs av Balogh 1970. Fenichelia biroi ingår i släktet Fenichelia och familjen Micreremidae. Inga underarter finns listade i Catalogue of Life.